# Burghausen
Die alte Herzogsstadt Burghausen ist die einwohnerstärkste Stadt im oberbayerischen Landkreis Altötting. Die leistungsfähige kreisangehörige Gemeinde liegt an der Salzach, die hier die Grenze zu Österreich bildet. Auf einem Höhenzug über der Altstadt erstreckt sich die Burg zu Burghausen, die mit 1051 Metern die längste Burganlage der Welt ist. Im späten Mittelalter war Burghausen eine wichtige Nebenresidenz der bayerischen Herrscher, was sich auch dadurch manifestierte, dass die Stadt in der Folge nach der Wiedervereinigung der Teilherzogtümer jahrhundertelang Sitz eines der vier (später fünf) Rentämter Bayerns und somit Verwaltungszentrum war. Dies spiegelt sich auch in der Architektur der Stadt wider. Burghausen gehört heute zur Tourismusregion Inn-Salzach. Die Kleinstadt ist auch ein wichtiger Industriestandort im Bayerischen Chemiedreieck und für ihre Internationale Jazzwoche bekannt.

## Geographie

### Lage
Die Stadt liegt auf einer Meereshöhe von rund 360 m ü. NHN an der Salzach bis 480 m ü. NHN an der Kümmernis-Kapelle.

### Nachbargemeinden
- Burgkirchen an der Alz
- Haiming
- Hochburg-Ach (Oberösterreich)
- Mehring (Oberbayern)
- St. Radegund (Oberösterreich)

### Gemeindegliederung

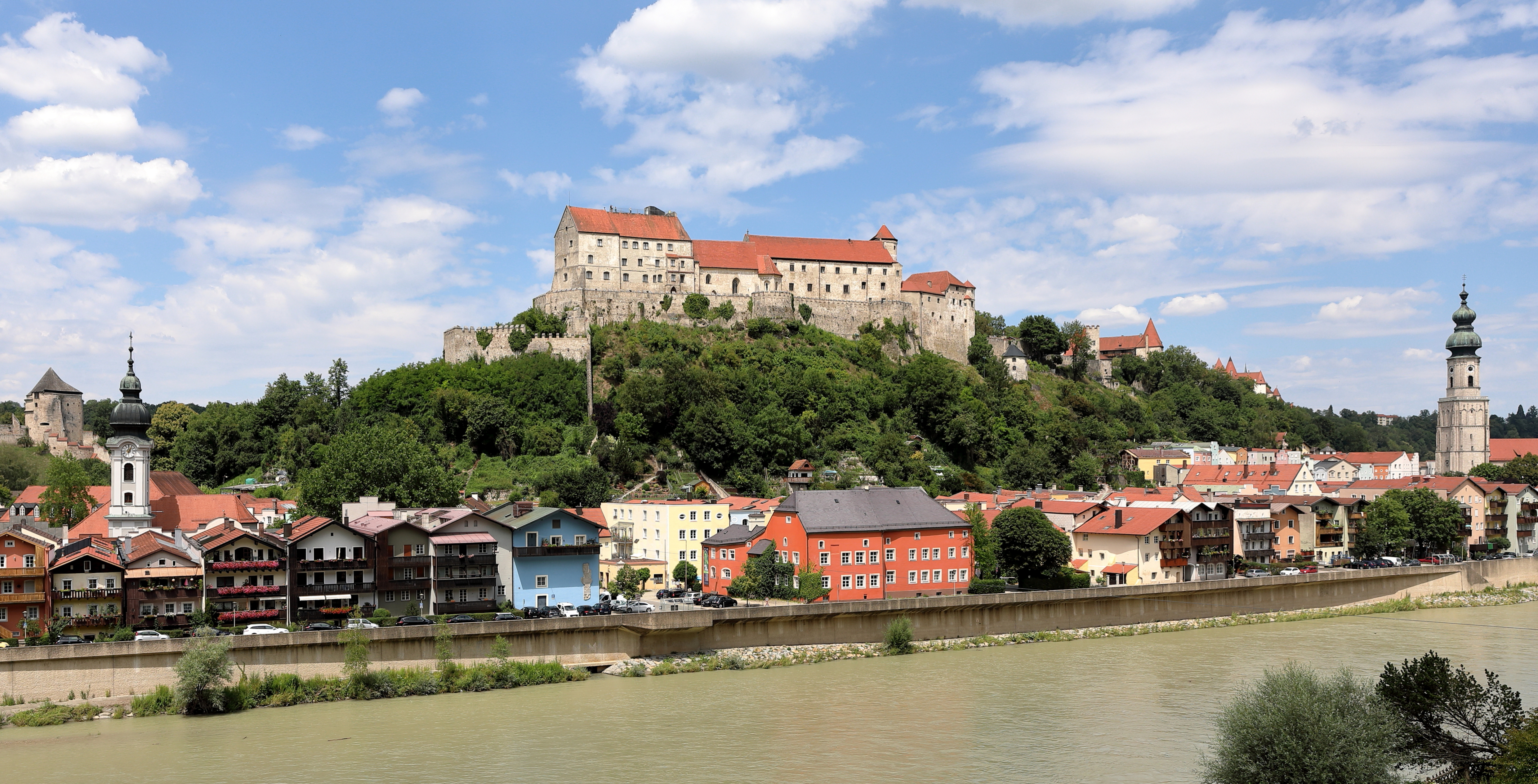
Der Altstadtbereich von Burghausen und die Hauptburg

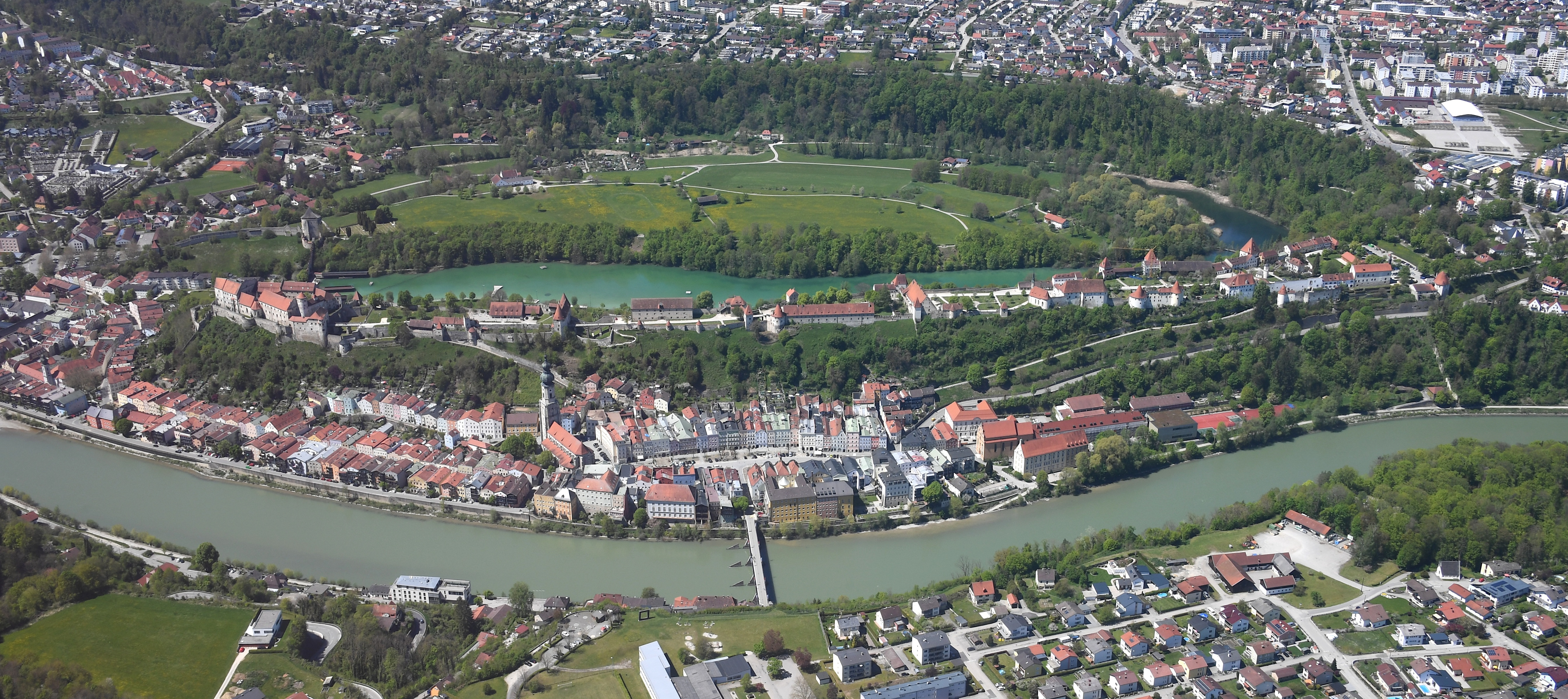
Luftbild von Burghausen und der Burg zu Burghausen

Die Stadtgemeinde hat 34 Gemeindeteile (in Klammern ist der Siedlungstyp angegeben):
- Aching (Einöde)
- Auberg (Einöde)
- Bergham (Dorf)
- Burghausen (Hauptort)
- Eisenhammer (Einöde)
- Fuchshausen (Weiler)
- Gries
- Hasen (Einöde)
- Holzham (Einöde)
- Jägerbauer (Einöde)
- Kupferhammer (Einöde)
- Laimgruben (Weiler)
- Lehner (Einöde)
- Lindach (Dorf)
- Marienberg (Weiler)
- Moosbrunn (Siedlung)
- Neuhaus (Weiler)
- Oberhadermark (Dorf)
- Papiermühle
- Pfaffing (Einöde)
- Pfram (Einöde)
- Pritzl (Weiler)
- Pulvermühle (Weiler)
- Raitenhaslach (Pfarrdorf)
- Sägmeister (Einöde)
- Scheuerhof (Siedlung)
- Schreiner (Einöde)
- Silmoning (Einöde)
- Stacherl (Einöde)
- Stadl (Weiler)
- Tiefenau (Einöde)
- Trutzhof (Einöde)
- Unterhadermark (Dorf)
- Ziegelstadl (Einöde)

Es gibt die Gemarkungen Burghausen, Holzfelder Forst und Raitenhaslach.

## Geschichte

Blick auf Burghausen von Süden, Lithographie von Joseph Lutzenberger 1862

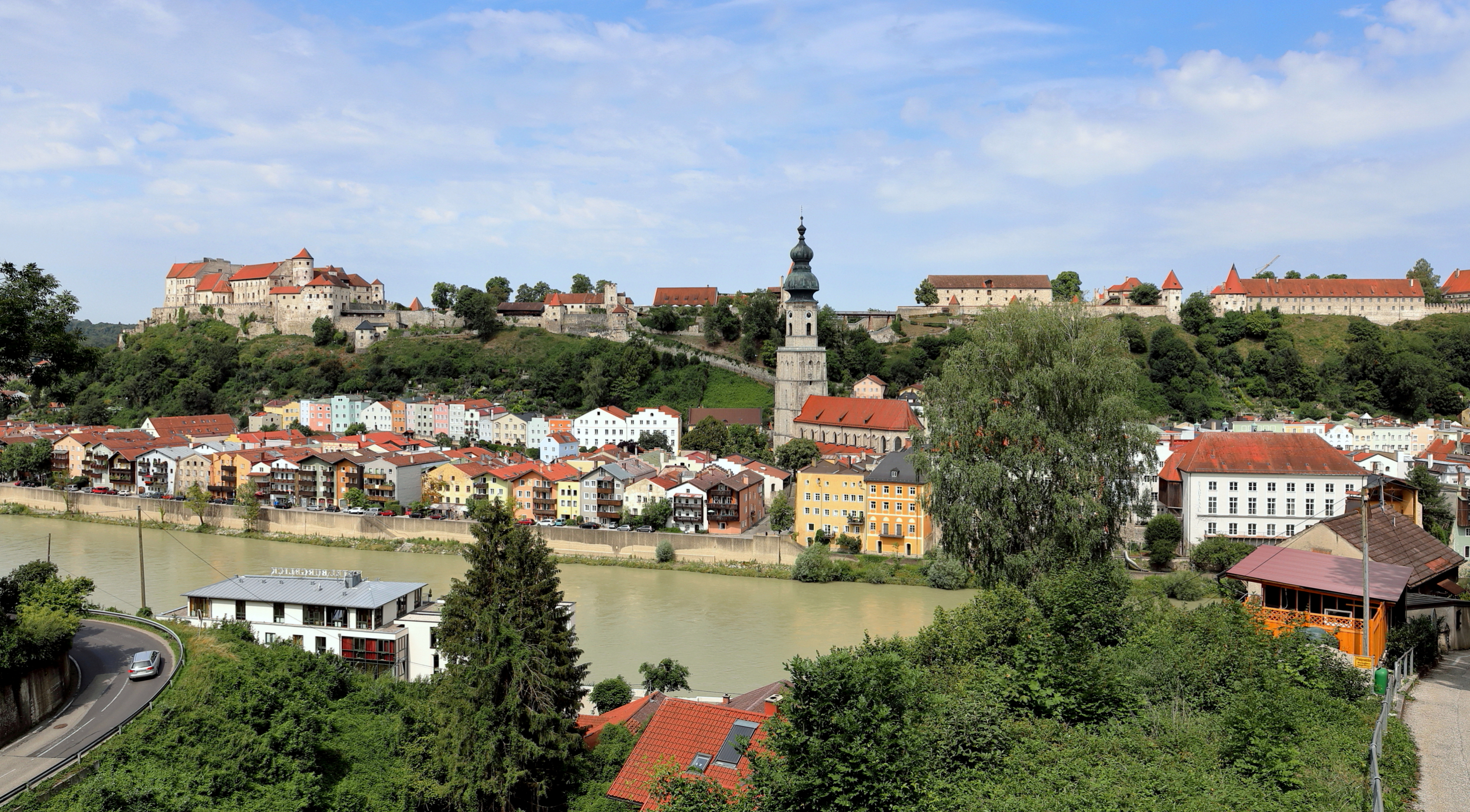
Ostansicht des Altstadtbereiches

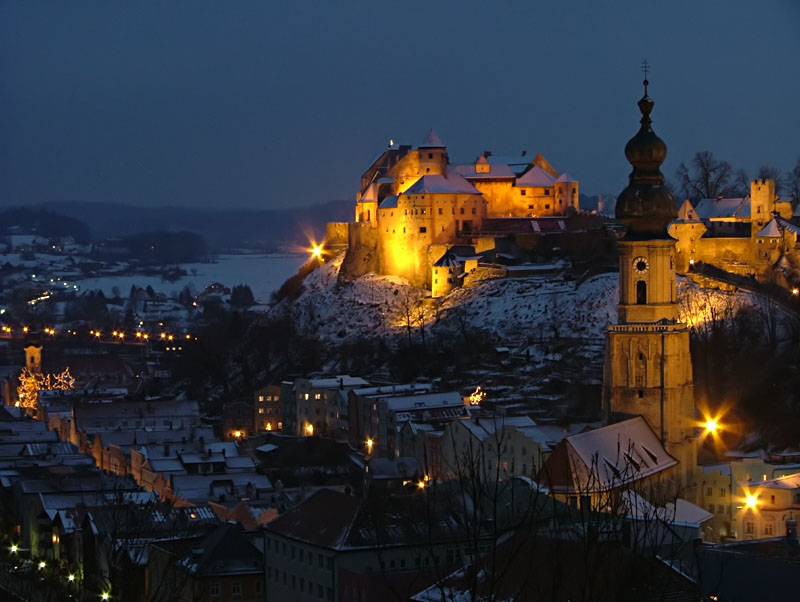
Burghausens Altstadt bei Nacht

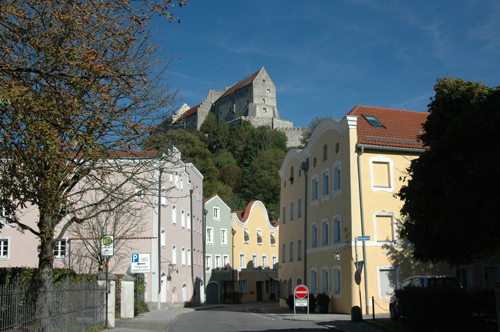
Hauptburg und südliche Altstadt (2007)

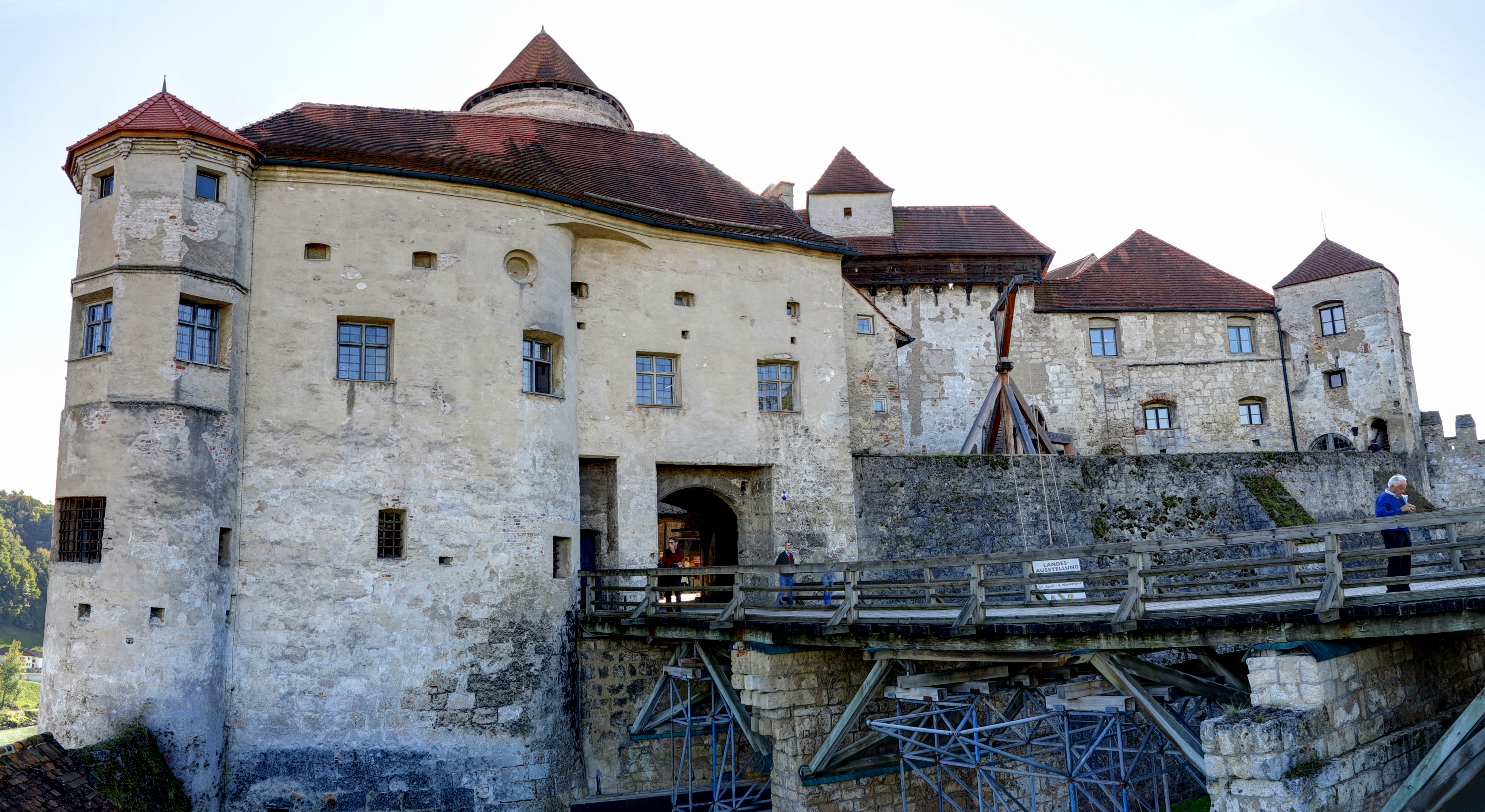
Hauptburg, vom 2. Burghof

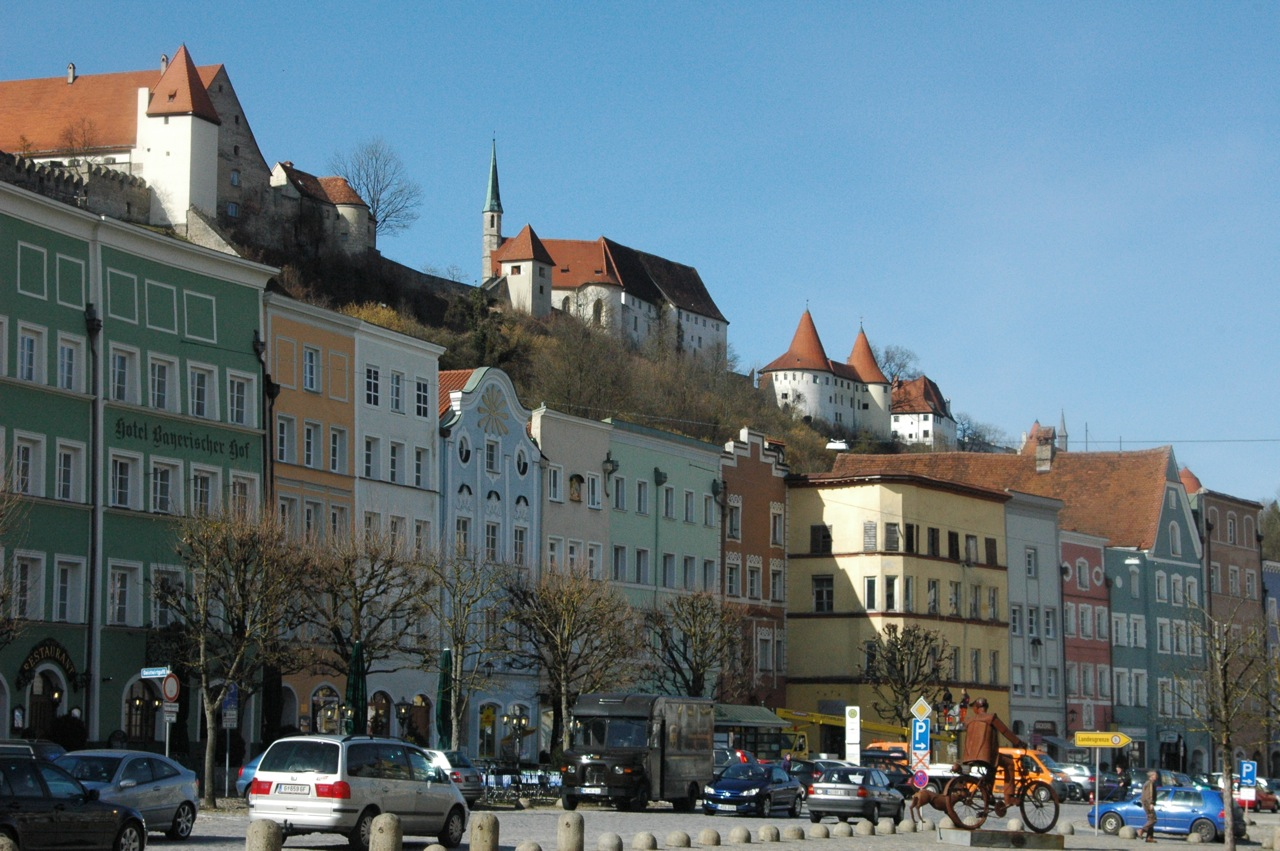
Der Stadtplatz von Burghausen, Westseite, im Hintergrund Teile der Burg (2009)

Das Stadtbild ist heute im Wesentlichen durch zwei entscheidende Entwicklungsphasen geprägt: zum einen durch die Bedeutung als Residenzstadt im Spätmittelalter, zum anderen durch die zu Beginn des 20. Jahrhunderts einsetzende Industrialisierung der Stadt als Teil des Bayerischen Chemiedreiecks. Die Burg zu Burghausen und die mittelalterliche Altstadt sind in großen Teilen erhalten, und in Richtung Norden und Westen haben sich seit den 1910er Jahren moderne Industrie-, Gewerbe- und Wohngebiete als Neustadt auf ehemals land- und forstwirtschaftlich genutzten Flächen ausgebreitet.

### Frühzeit
Ein genaues Gründungsdatum Burghausens ist nicht bekannt, offenbar ist der Ort schon seit Jahrtausenden besiedelt. Grabungen in vergangenen Jahren, besonders von 2002 bis 2004 auf dem Gelände der Burg, brachten eine Reihe von Relikten aus der Bronze- und Eisenzeit zu Tage. Schon früher wurden keltische Fibelteile und römische Münzen aus mehreren Jahrhunderten entdeckt.

### Mittelalter
Zwischen dem 6. und 8. Jahrhundert bestand am Flussufer der Salzach unterhalb der Burg, im Bereich der heutigen Altstadt, wahrscheinlich eine kleine Siedlung als Zollstätte.
Aus dem Jahr 1025 stammt die älteste bis heute überlieferte Erwähnung Burghausens in schriftlicher Form. In diesem Jahr wurde die Stadt in einer Urkunde als Reichsgut genannt, als der römisch-deutsche König und spätere Kaiser Konrad II. die Grafen von Burghausen zur Verwaltung des Fiskalgutes einsetzte. Mit dem Tod Gebhards II. starb dieses Adelsgeschlecht im Jahr 1168 aus und Herzog Heinrich der Löwe aus dem Adelsgeschlecht der Welfen, der zu diesem Zeitpunkt als Heinrich III. Herzog von Sachsen und als Heinrich XII. zugleich Herzog von Bayern war, nahm die Stadt für wenige Jahre in seinen Besitz.
Nach der Entmachtung Heinrichs des Löwen 1180 ging die schon stadtähnliche Siedlung für am Ende mehr als 700 Jahre in den Herrschaftsbereich der Wittelsbacher über. Die Verleihung der Stadtrechte wird auf einen Zeitpunkt kurz nach 1180 vermutet, ist aber nicht durch Quellen belegbar. Ab 1255, nach der ersten Teilung Bayerns, nahm Burghausen einen politischen und wirtschaftlichen Aufschwung als zweite Residenz der niederbayerischen Herzöge. Die wichtigste Einnahmequelle war der Handel mit Salz aus Hallein, das in Burghausen angelandet, verzollt und dann auf dem Landweg weiter transportiert wurde. Anlegestelle war das heute als Seminar- und Veranstaltungsgebäude genutzte Mautnerschloss.
Im Jahr 1307 wurde das bestehende präurbane Recht der mittelalterlichen Kommune als Stadtrecht kodifiziert. In der 1. Hälfte des 14. Jh. verlieh Kaiser Ludwig der Bayer der Stadt mehrere wichtige Privilegien. Ende des 14. Jahrhunderts dann wurde Burghausen Verwaltungsmittelpunkt, zunächst als Vitztum. Besonders unter den drei letzten niederbayerischen Herzögen Heinrich, Ludwig und Georg, genannt die Reichen, erlebte ihre Geburtsstadt Burghausen zwischen 1393 und 1503 eine Blüte- und Glanzzeit, die das Stadtbild bis heute prägt.

### Frühe Neuzeit
Nach dem Landshuter Erbfolgekrieg erhielt Burghausen 1507 eines der vier Rentämter im neu geordneten Bayern. 1527 erscheint als Pfarrherr von Burghausen Christoph Langenmantel, 1518 Fluchthelfer Martin Luthers aus Augsburg. Als Burghauser Pfarrer erhielt er, auf ausdrücklichen Wunsch Herzog Wilhelm IV., zusätzlich die Pfarrei Feichten an der Alz, da er sich „in Italien und Bayern vielfach verdient gemacht“ habe.
Einen erheblichen Einschnitt für die Stadt bedeutete der Verlust der Einnahmen aus dem Salzhandel durch die Errichtung des herzoglichen Salzmonopols im Jahr 1594 im Zuge der Finanzkrise unter Wilhelm V. Im Wesentlichen dadurch bedingt erlebte Burghausen einen mehr als 300 Jahre anhaltenden administrativen und wirtschaftlichen Bedeutungsverlust. Die vielen kriegerischen Auseinandersetzungen der folgenden Jahrhunderte wie etwa der Dreißigjährige Krieg (1618–1648), eine Reihe von Erbfolgekriegen (1701–1714 und 1740–1745) und die Napoleonischen Kriege (1792–1815) brachten auch über Burghausen und seine Umgebung große Not. Bereits im Jahr 1763 war Burghausen im Zusammenhang mit der Vielzahl von kriegerischen Auseinandersetzungen zur Garnison ernannt worden.
Als Resultat des Bayerischen Erbfolgekriegs von 1778/79 und dem anschließenden Frieden von Teschen wurden Österreich von Passau im Norden bis Salzburg im Süden alle Gebiete östlich der Salzach und des Inns zugesprochen. Die Salzach wurde damit zum Grenzfluss zwischen dem Kurfürstentum Bayern und Österreich ob der Enns. Mit dem Verlust des Innviertels wurde Burghausen zur Grenzstadt und verlor damit auch sein östliches wirtschaftliches Hinterland.

### 19. Jahrhundert
Während der napoleonischen Besatzung wurden in den Jahren 1800 und 1801 alle nördlichen Außenwerke der Burg durch französische Truppen unter Marschall Michel Ney abgerissen. Die Reformen des bayerischen Ministers Maximilian von Montgelas führten 1802 zur Auflösung der Regierung, 1807 wurde der Titel Hauptstadt aberkannt. Ab 1807 gehörte jedoch das Innviertel für neun Jahre wieder zu Bayern. 1808 wurde Burghausen dann kurzzeitig doch wieder somit Hauptstadt des neugeschaffenen Salzachkreises, bis der Sitz der Regierung 1810 nach Salzburg verlegt wurde. Danach setzte sich der Bedeutungsverlust von Burghausen fort.
Von 1849 bis 1862 gründete der umtriebige Kunstmaler, Landrichter und Mäzen Georg Wiesend in der Stadt einige soziale Einrichtungen, darunter ein Armen- und Krankenhaus, leitete archäologische Ausgrabungen und kümmerte sich um die Renovierung der Hedwigskapelle auf der Burghauser Burg und den Neubau der Kapelle zu Ehren der Wilgefortis auf dem nahe gelegenen Hechenberg. Damit wollte er die aus seiner Sicht unrühmliche Rolle seines Vorgängers Franz Graf von Armansperg während der Säkularisation sühnen, als kunsthistorisch wertvolles Kirchengut rabiat versteigert worden war. 1891 zog dann die Garnison aus Burghausen ab, und auch die Flussschifffahrt wurde bis zum Ende des 19. Jahrhunderts endgültig eingestellt, weil sie nicht mehr rentabel war.

### 20. und 21. Jahrhundert
Um 1900 war Burghausen eine Kleinstadt mit etwa 2.500 Einwohnern. Mit der Anbindung an das Schienennetz im Jahr 1897 und der Niederlassung der Dr. Alexander Wacker Gesellschaft für elektrochemische Industrie K.G. (1915), heute Wacker Chemie AG, setzte dann ein erneuter wirtschaftlicher Aufschwung ein. Ausgehend von Arbeitersiedlungen in der Nähe der Industrieanlagen (in der Wackerstraße, heute unter Denkmalschutz) entstand in den folgenden Jahrzehnten die Neustadt, während Altstadt und Burg in großen Teilen erhalten blieben. Im Jahr 1966 errichtete die damalige Deutsche Marathon in unmittelbarer Nachbarschaft zur Wacker-Chemie eine neue Raffinerie mit direktem Anschluss an die Transalpine Ölleitung. Heute ist die Raffinerie Teil des Konzerns OMV. Die Altstadt wurde ab Ende der 1960er Jahre saniert und durch den Bau des Hochwasserschutzdammes und der Uferstraße (1969/71) vor den jährlichen Hochwassern der Salzach gesichert. Zwar wurden im Rahmen dieser Maßnahmen eine Reihe erhaltenswerter Gebäude abgerissen (z. B. Pferdestall und Bad beim Mautnerschloss, Lohnerbräu, mehrere Wohnhäuser usw.), grundsätzlich aber hatte sich der Sanierungsgedanke gegen die Idee eines großflächigen Abrisses der Altstadt im Burghauser Stadtrat knapp durchgesetzt. Die Einwohnerzahl Burghausens stieg von etwa 2.500 (1910) über 5.000 (1946) bis auf über 18.000 am Ende des 20. Jahrhunderts.
Die Stadt entwickelte sich bis zum Ende des 20. Jahrhunderts grenzüberschreitend zum kulturellen und wirtschaftlichen Zentrum der Region. Der relative Reichtum der Stadt, vor allem bedingt durch die ansässige Industrie, führte ab den 1960er Jahren zu einer Zunahme auch überregional beachteter kultureller Institutionen. Die jährlich stattfindende Internationale Jazzwoche Burghausen etwa bringt seit Ende der 1960er Jahre internationale Jazzgrößen in die Stadt; die Street of Fame in der Altstadt erinnert an besondere Höhepunkte des Jazzfestivals. Von 1995 bis 2014 existierte in Burghausen die Athanor Akademie für Darstellende Kunst mit Hauptsitz auf der Burg. Die Landesgartenschau 2004 lockte fast eine Million Besucher nach Burghausen. 2012 fand gemeinsam mit Oberösterreich die Bayerische Landesausstellung sowohl im Kloster Ranshofen bei Braunau am Inn und im Schloss Mattighofen, beide in Oberösterreich, als auch in der Burg zu Burghausen statt.

### Einwohnerentwicklung
Zwischen 1988 und 2018 wuchs die Stadt von 16.761 auf 18.701 um 1.940 Einwohner bzw. um 11,6 %.

## Politik

### Stadtrat
Der Stadtrat setzt sich aus dem 1. Bürgermeister und 24 Stadträten zusammen. An der Stadtratswahl am 15. März 2020 nahmen von 14.773 Stimmberechtigten 8.694 an der Wahl teil, das entspricht einer Wahlbeteiligung von 58,9 % (2014: 48,6 %). Dabei kam es zu folgendem Ergebnis:
| Parteien und Wählergemeinschaften | Parteien und Wählergemeinschaften   | % 2020 | Sitze 2020 | % 2014 | Sitze 2014 | Kommunalwahl 2020 %403020100 36,3 %25,2 %19,5 %12,2 %4,4 %2,5 % SPDCSUGrüneUWBFDPAfDGewinne und Verlusteim Vergleich zu 2014 %p 10 8 6 4 2 0 −2 −4 −6 −8−10−4,2 %p−9,6 %p+9,0 %p+3,1 %p−0,6 %p+2,5 %pSPDCSUGrüneUWBFDPAfD |
| SPD                               | SPD Bayern                          | 36,3   | 8          | 40,5   | 10         | Kommunalwahl 2020 %403020100 36,3 %25,2 %19,5 %12,2 %4,4 %2,5 % SPDCSUGrüneUWBFDPAfDGewinne und Verlusteim Vergleich zu 2014 %p 10 8 6 4 2 0 −2 −4 −6 −8−10−4,2 %p−9,6 %p+9,0 %p+3,1 %p−0,6 %p+2,5 %pSPDCSUGrüneUWBFDPAfD |
| CSU                               | Christlich Soziale Union            | 25,2   | 6          | 34,8   | 8          | Kommunalwahl 2020 %403020100 36,3 %25,2 %19,5 %12,2 %4,4 %2,5 % SPDCSUGrüneUWBFDPAfDGewinne und Verlusteim Vergleich zu 2014 %p 10 8 6 4 2 0 −2 −4 −6 −8−10−4,2 %p−9,6 %p+9,0 %p+3,1 %p−0,6 %p+2,5 %pSPDCSUGrüneUWBFDPAfD |
| Grüne                             | Bündnis 90/Die Grünen Bayern        | 19,5   | 4          | 10,5   | 2          | Kommunalwahl 2020 %403020100 36,3 %25,2 %19,5 %12,2 %4,4 %2,5 % SPDCSUGrüneUWBFDPAfDGewinne und Verlusteim Vergleich zu 2014 %p 10 8 6 4 2 0 −2 −4 −6 −8−10−4,2 %p−9,6 %p+9,0 %p+3,1 %p−0,6 %p+2,5 %pSPDCSUGrüneUWBFDPAfD |
| UWB                               | Unabhängige Wähler Burghausen e. V. | 12,2   | 3          | 9,1    | 3          | Kommunalwahl 2020 %403020100 36,3 %25,2 %19,5 %12,2 %4,4 %2,5 % SPDCSUGrüneUWBFDPAfDGewinne und Verlusteim Vergleich zu 2014 %p 10 8 6 4 2 0 −2 −4 −6 −8−10−4,2 %p−9,6 %p+9,0 %p+3,1 %p−0,6 %p+2,5 %pSPDCSUGrüneUWBFDPAfD |
| FDP                               | Freie Demokratische Partei          | 4,4    | 2          | 5,0    | 1          | Kommunalwahl 2020 %403020100 36,3 %25,2 %19,5 %12,2 %4,4 %2,5 % SPDCSUGrüneUWBFDPAfDGewinne und Verlusteim Vergleich zu 2014 %p 10 8 6 4 2 0 −2 −4 −6 −8−10−4,2 %p−9,6 %p+9,0 %p+3,1 %p−0,6 %p+2,5 %pSPDCSUGrüneUWBFDPAfD |
| AfD                               | Alternative für Deutschland Bayern  | 2,5    | 1          | 0      | –          | Kommunalwahl 2020 %403020100 36,3 %25,2 %19,5 %12,2 %4,4 %2,5 % SPDCSUGrüneUWBFDPAfDGewinne und Verlusteim Vergleich zu 2014 %p 10 8 6 4 2 0 −2 −4 −6 −8−10−4,2 %p−9,6 %p+9,0 %p+3,1 %p−0,6 %p+2,5 %pSPDCSUGrüneUWBFDPAfD |
| Gesamt                            | Gesamt                              | 100    | 24         | 100    | 24         | Kommunalwahl 2020 %403020100 36,3 %25,2 %19,5 %12,2 %4,4 %2,5 % SPDCSUGrüneUWBFDPAfDGewinne und Verlusteim Vergleich zu 2014 %p 10 8 6 4 2 0 −2 −4 −6 −8−10−4,2 %p−9,6 %p+9,0 %p+3,1 %p−0,6 %p+2,5 %pSPDCSUGrüneUWBFDPAfD |
| Wahlbeteiligung                   | Wahlbeteiligung                     | 58,9 % | 58,9 %     | 48,6 % | 48,6 %     | Kommunalwahl 2020 %403020100 36,3 %25,2 %19,5 %12,2 %4,4 %2,5 % SPDCSUGrüneUWBFDPAfDGewinne und Verlusteim Vergleich zu 2014 %p 10 8 6 4 2 0 −2 −4 −6 −8−10−4,2 %p−9,6 %p+9,0 %p+3,1 %p−0,6 %p+2,5 %pSPDCSUGrüneUWBFDPAfD |

G/V = Gewinn oder Verlust im Vergleich zur Wahl 2014

### Bürgermeister
Liste der hauptamtlichen Bürgermeister seit 1930 (vor 1930 waren ehrenamtliche Bürgermeister tätig):
- Florian Schneider, SPD (seit 2020), gewählt mit 55,7 % bei insgesamt sechs Bewerbern.
- Hans Steindl, SPD (1990–2020)
- Fritz Harrer, CSU (1984–1990)
- Georg Miesgang, CSU (1966–1984)
- Georg Schenk, SPD (1948–1966)
- Franz Huber, BVP (1946–1948)
- Johann Stiglocher, BVP (1945–1946)
- August Fischer, DVP/NSDAP (1930–1945)

### Wappen

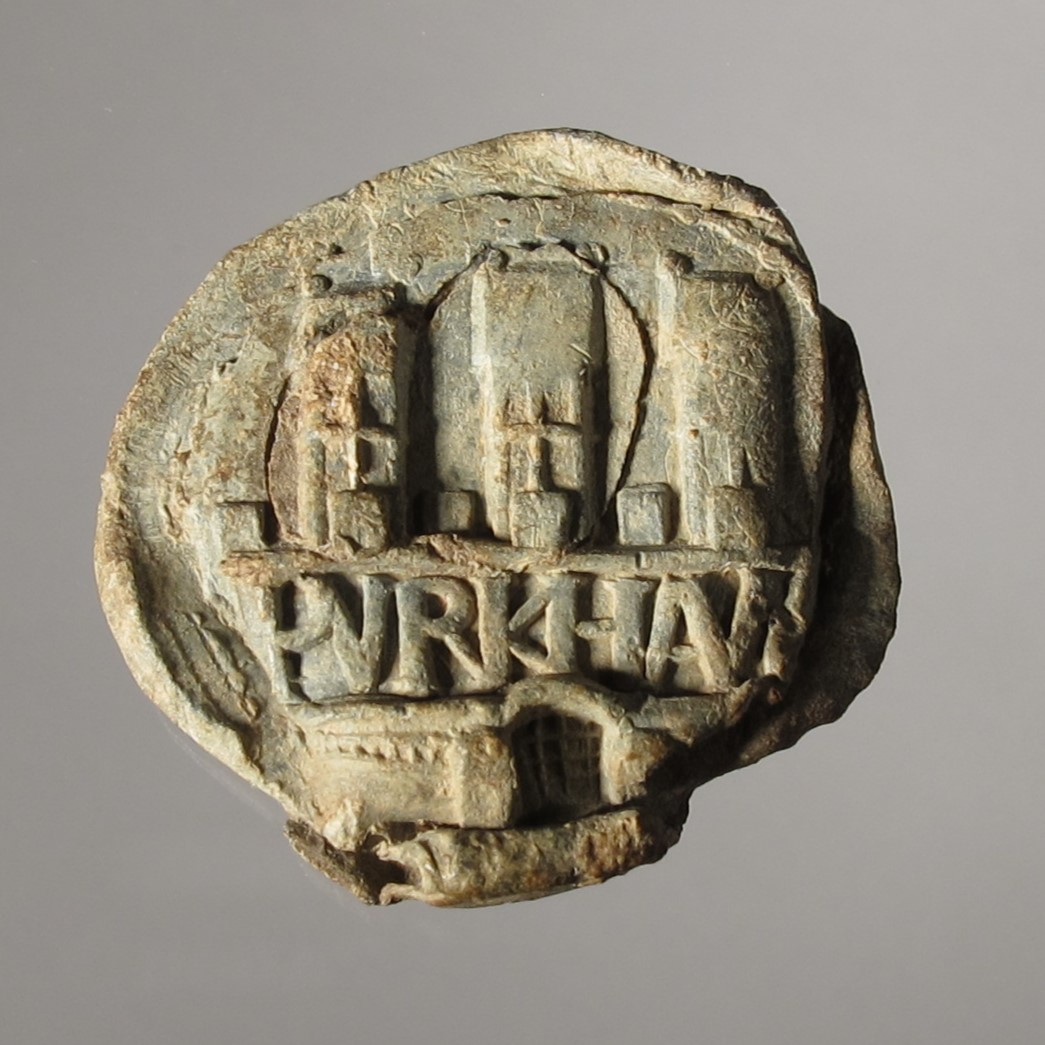
Tuchplombe mit Wappen „PURKHAUS“, frühe Neuzeit

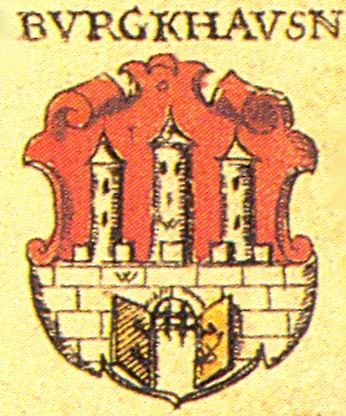
Siebmacher um 1605
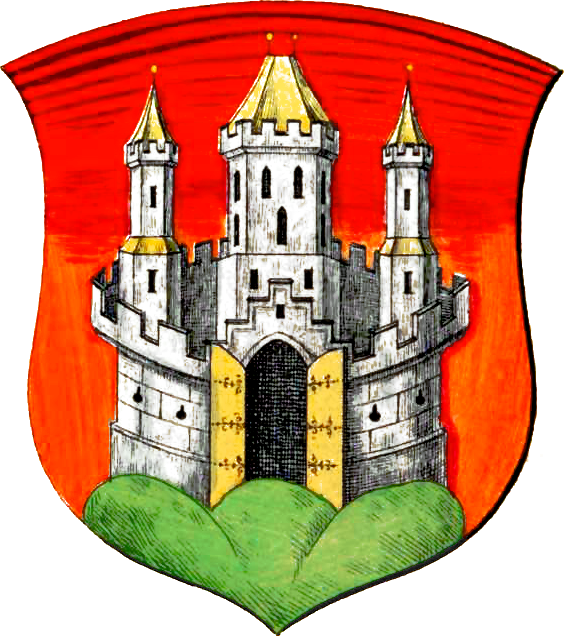
Wappen um 1862
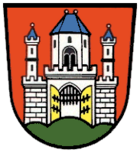
Wappen von K. Stadler um 1964

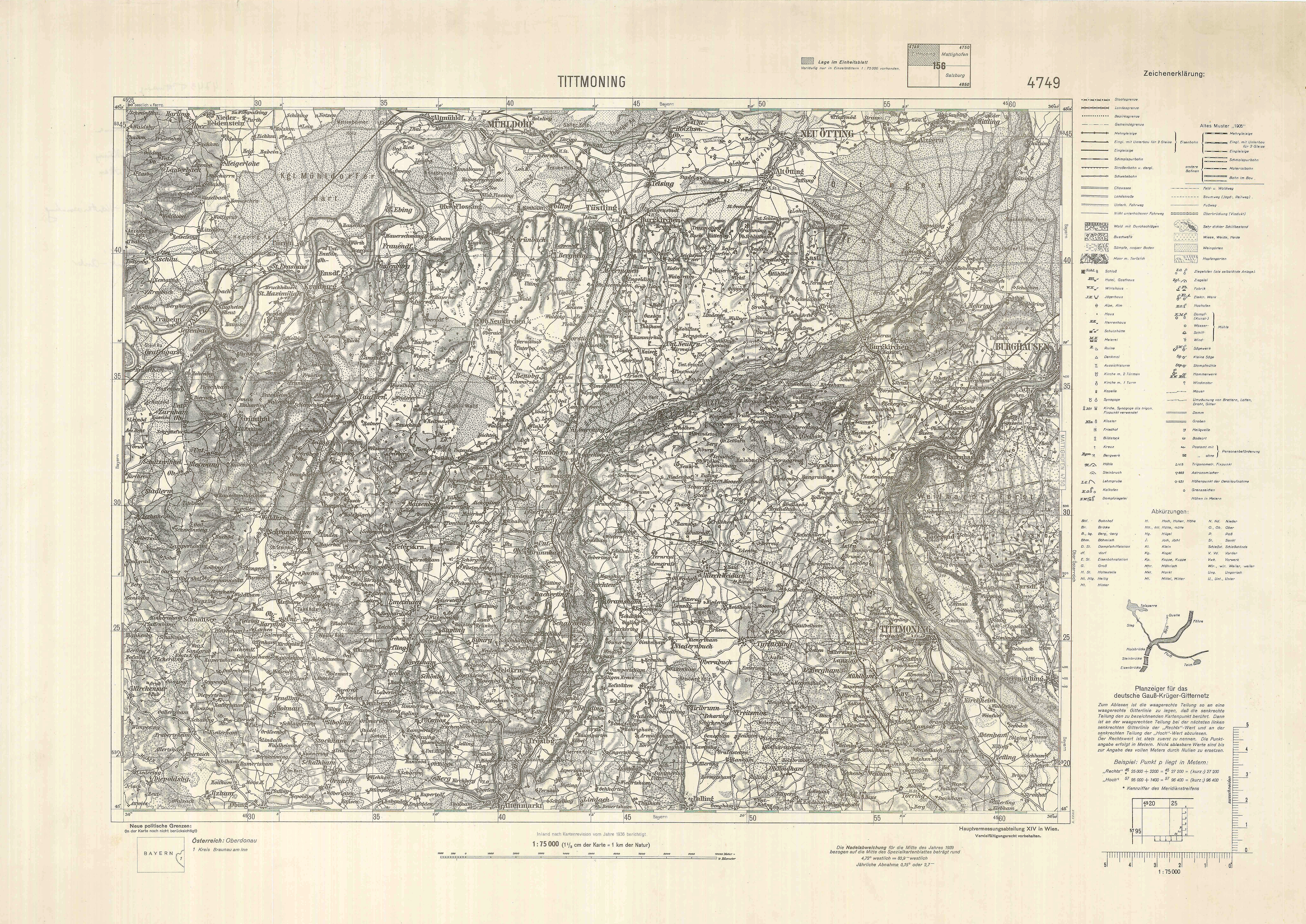
Burghausen (rechts außen) in den 1930er-Jahren (Aufnahmeblatt der 3. österreichischen Landesaufnahme)

Moderne Version um 1977

| Wappen von Burghausen | Blasonierung: „In Rot auf grünem Dreiberg eine silberne Burg mit geöffnetem goldenen Tor. Drei Türme, von denen der mittlere höher und breiter ist; die Dächer sind golden.“ |
| Wappen von Burghausen | Wappenbegründung: Die Stadt führt seit 1290 ein eigenes Siegel, das jedoch nur als Nachzeichnung überliefert ist. Das zweite Siegel aus dem Jahr 1324 zeigt bereits eine Burg. Im Jahr 1416 wird erstmals der kleine Hügel geführt. Die Darstellung der Burg änderte später ihren mittelalterlichen Charakter. Die heutige Tingierung mit goldenen Dächern ist seit 1605 (Wappenbuch von Johann Siebmacher) überliefert. Abweichend von dieser geschichtlichen Überlieferung erscheinen die Dächer bei Otto Hupp (1912) und ihm folgend bei Klemens Stadler (1964) in Blau, das Burghauser Stadtwappen wurde entsprechend geführt. 1977 kehrt man zur Tingierung mit goldenen Dächern zurück, die auf der ältesten Wappenbeschreibung basiert und damit heraldisch maßgeblich ist. Das Wappen ist im Siegel überliefert; Siegelführung seit 1332 sicher belegt. |

### Städtepartnerschaften
Bislang hat Burghausen mit vier Städten eine Partnerschaft vereinbart:
- Fumel (Agglomération Fumeloise) in Frankreich, seit 18. Juli 1975
- Ptuj in Slowenien, seit 22. September 2001
- Hohenstein-Ernstthal in Sachsen, seit 13. September 2002
- Sulmona in der Provinz L’Aquila, Region Abruzzen, Italien, seit 28. Oktober 2006

Darüber hinaus besteht eine Städtefreundschaft mit
- Schwechat (Niederösterreich)

## Wirtschaft und Infrastruktur

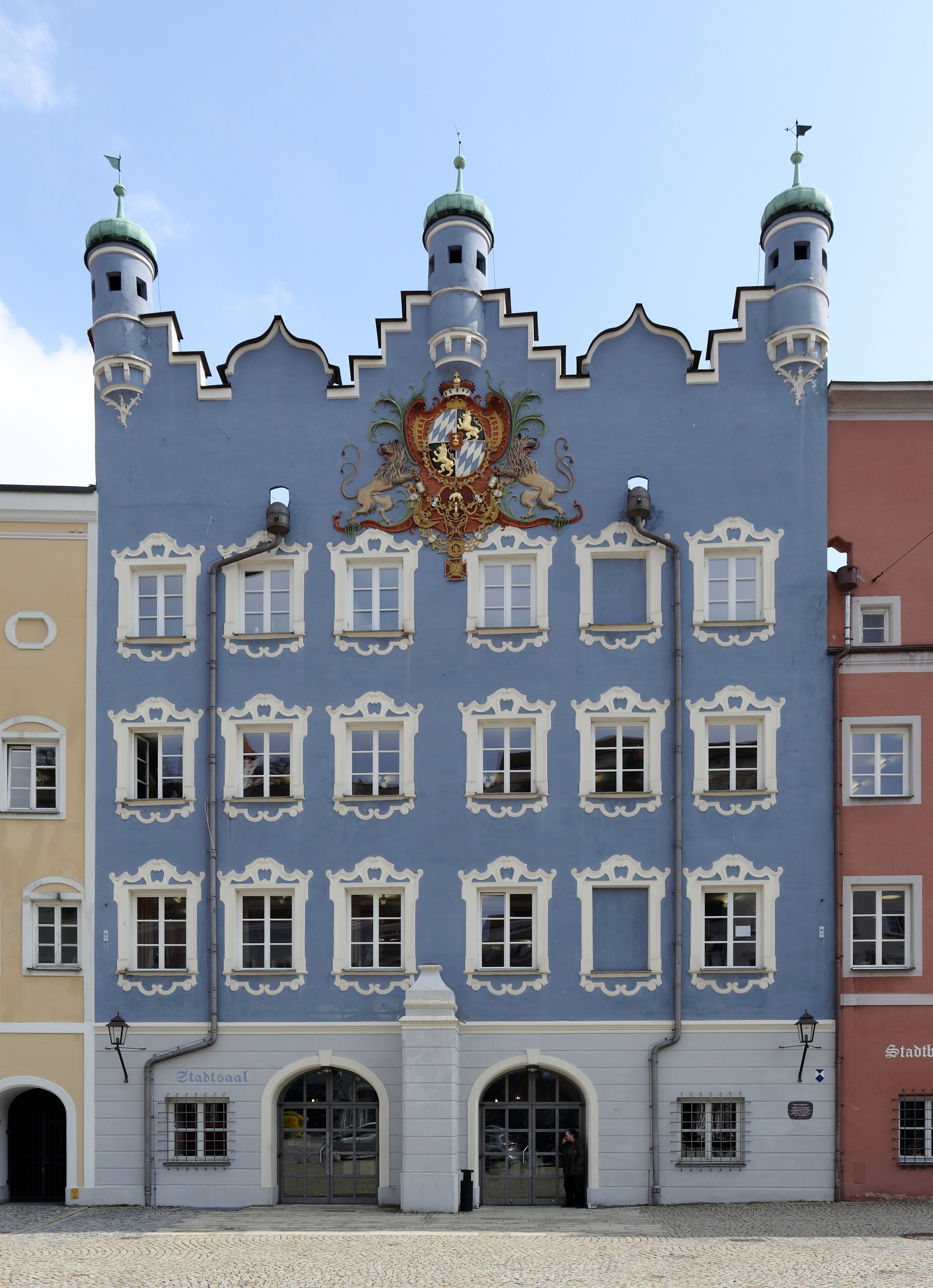
Stadtsaal am Stadtplatz

Burghausen ist einer der wichtigsten Standorte des Bayerischen Chemiedreiecks und eine von 13 sogenannten leistungsfähigen kreisangehörigen Gemeinden in Bayern. Am 30. Juni 2019 gab es 18.872 sozialversicherungspflichtige Arbeitsplätze; die Zahl der Einpendler war um 11.105 Personen höher als die der Auspendler.

### Verkehr
Die Bundesstraße 20 (Furth im Wald – Berchtesgaden),  „Blaue Route“, führt durch das Stadtgebiet von Burghausen. Sie verbindet die Stadt auch mit der Bundesstraße 12 (München – Passau) bzw. der im Bau befindlichen Bundesautobahn 94. Über die Neue Brücke und die Alte Brücke bestehen Verbindungen über die Salzach nach Österreich.
Burghausen ist mit dem Bahnhof Burghausen Endbahnhof der Bahnstrecke Tüßling–Burghausen, auf der Regionalbahnen im Stundentakt verkehren. Im Stadtteil Lindach befand sich ein weiterer Haltepunkt, der nicht mehr bedient wird. Die verlängerte Bahnstrecke durch das Stadtgebiet zu den ansässigen Industriebetrieben hat ein sehr hohes Güterverkehrsaufkommen. Das im Januar 2015 eröffnete Güterverkehrszentrum Burghausen dient ebenfalls der logistischen Anbindung der Industriebetriebe.

### Ansässige Unternehmen (Auswahl)
- Borealis AG
- Linde AG (Edelgas)
- Raffinerie Burghausen der OMV Deutschland GmbH (Petrochemische Raffinerie, unter anderem Herstellung von Ethylen, Propylen, Heizöl, Diesel, Kerosin, Petrolkoks)
- ppedv AG (Zeitschrift „Visual Studio One“)
- Siltronic AG (Wafer für Computerchips)
- Westlake Vinnolit
- Wacker Chemie AG

### Bildung
- Aventinus-Gymnasium Burghausen mit 580 Schülern (Schuljahr 2020/21)[18]
- Berufsbildungswerk Burghausen
- Kurfürst-Maximilian-Gymnasium Burghausen
- Maria-Ward-Realschule mit 629 Schülern (Schuljahr 2020/21)[19]
- Franz-Xaver-Gruber-Mittelschule Burghausen mit 312 Schülern (Schuljahr 2020/21)[20]
- Drei Grundschulen
- Volkshochschule Burghausen-Burgkirchen
- Campus Burghausen der Hochschule Rosenheim (Bachelorstudiengänge Chemieingenieurwesen, Betriebswirtschaft und Chemtronik)[21]

### Medien
- Burghauser Anzeiger, Nachrichten aus Burghausen
- Inn-Salzach-Welle, Lokaler Radiosender
- Wochenblatt Burghausen, Regionale Zeitung

## Kultur und Sehenswürdigkeiten

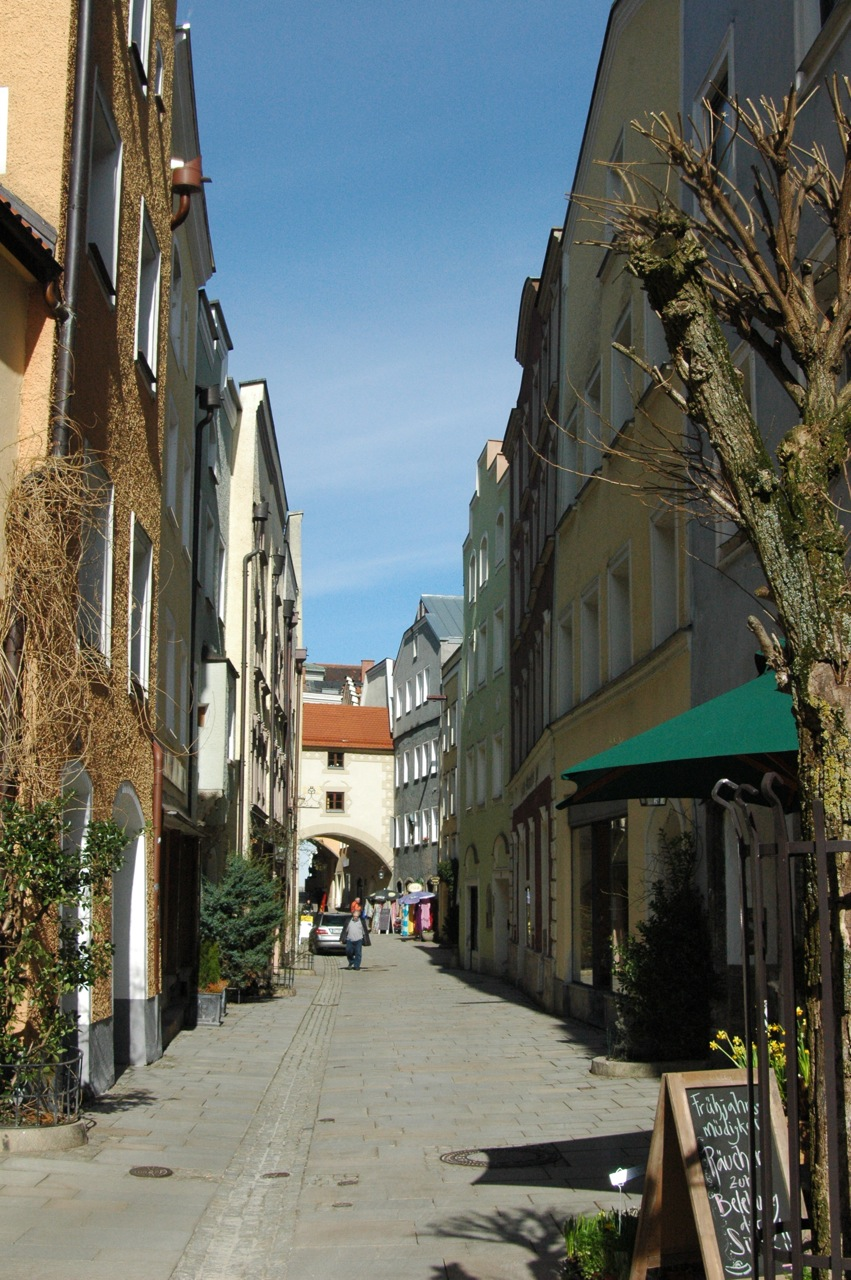
In den Grüben, heute mit der Street of Fame

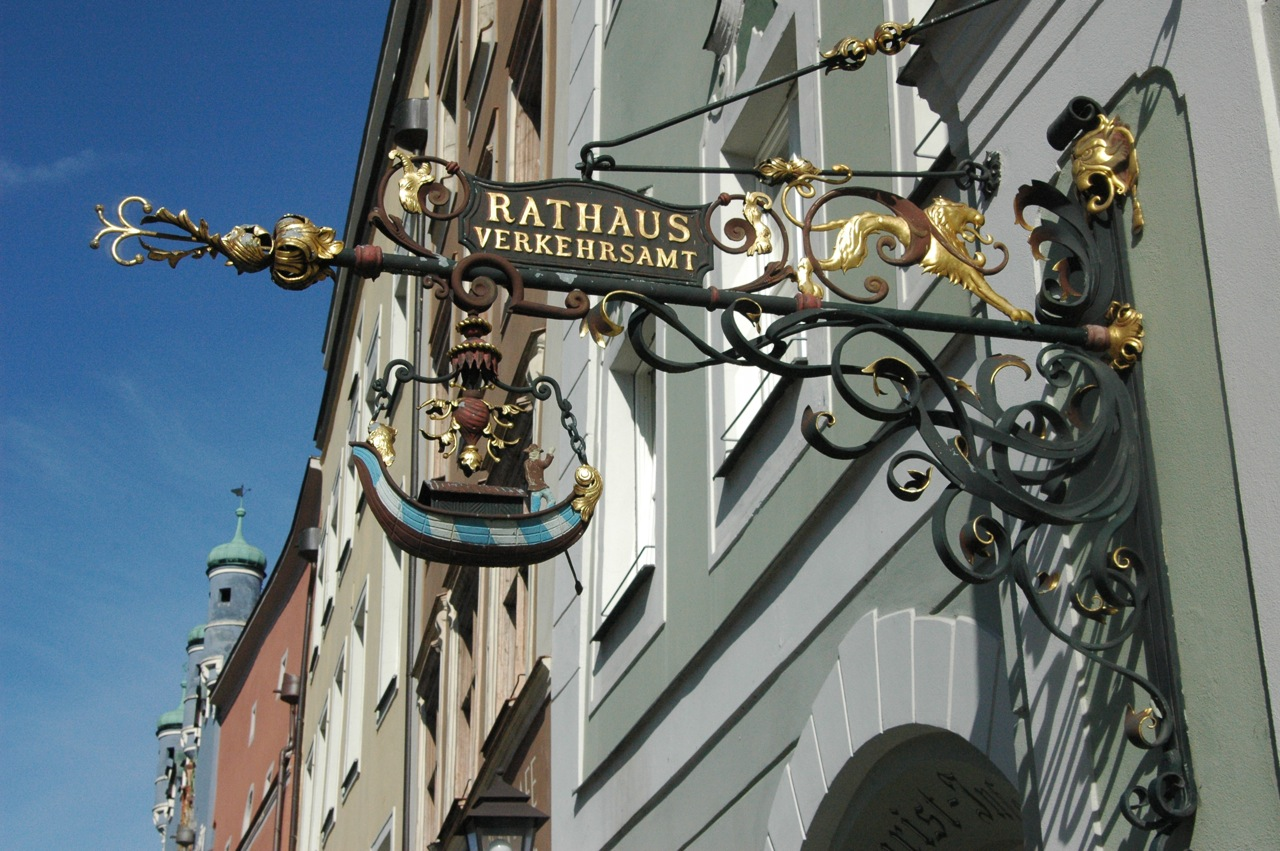
Das historisierende Schild am Rathaus

### Filme
In Burghausen entstand u. a. der Film Auf Wiedersehn, Franziska von Helmut Käutner. Die Burghauser Burg wird als Kulisse für Filmproduktionen genutzt, so in Beyond the Limits, Der Goldene Nazivampir von Absam 2, 1½ Ritter – Auf der Suche nach der hinreißenden Herzelinde, Die drei Musketiere (2011), Wickie auf großer Fahrt und Baron Münchhausen (2012).

### Theater
- Cabaret des Grauens
- bis 2014 befand sich das Theater der Athanor Akademie, einer privaten, staatlich anerkannten Fachakademie für Schauspiel und Regie, in der Freundlhalle
- „Theater für die Jugend“, unter der Leitung von Simone Sommer
- historisches Theaterstück Meier Helmbrecht[22]  (1932–1941, 1953, 1972, 1973, 1979, 1985, 1989, 2001, 2004, 2025)[23]

### Museen
- Stadtmuseum Burghausen (in der Hauptburg)
- Burgmuseum der Bayerischen Schlösserverwaltung (in der Hauptburg)
- Bayerische Staatsgalerie in der Hauptburg Burghausen
- Foltermuseum (auf der Burg)
- Haus der Fotografie – Dr.-Robert-Gerlich-Museum (auf der Burg)
- Studienkirche St. Josef, seit 2012 für Ausstellungen genutzt, seit 2018 profaniert
- Historische Hammerschmiede (Tittmoniger Straße)
- Von 1972 oder 1974 bis 1990 gab es den Schnauferlstall Burghausen, der Automobile und ein Motorrad ausstellte

### Bauwerke und Stadtbild

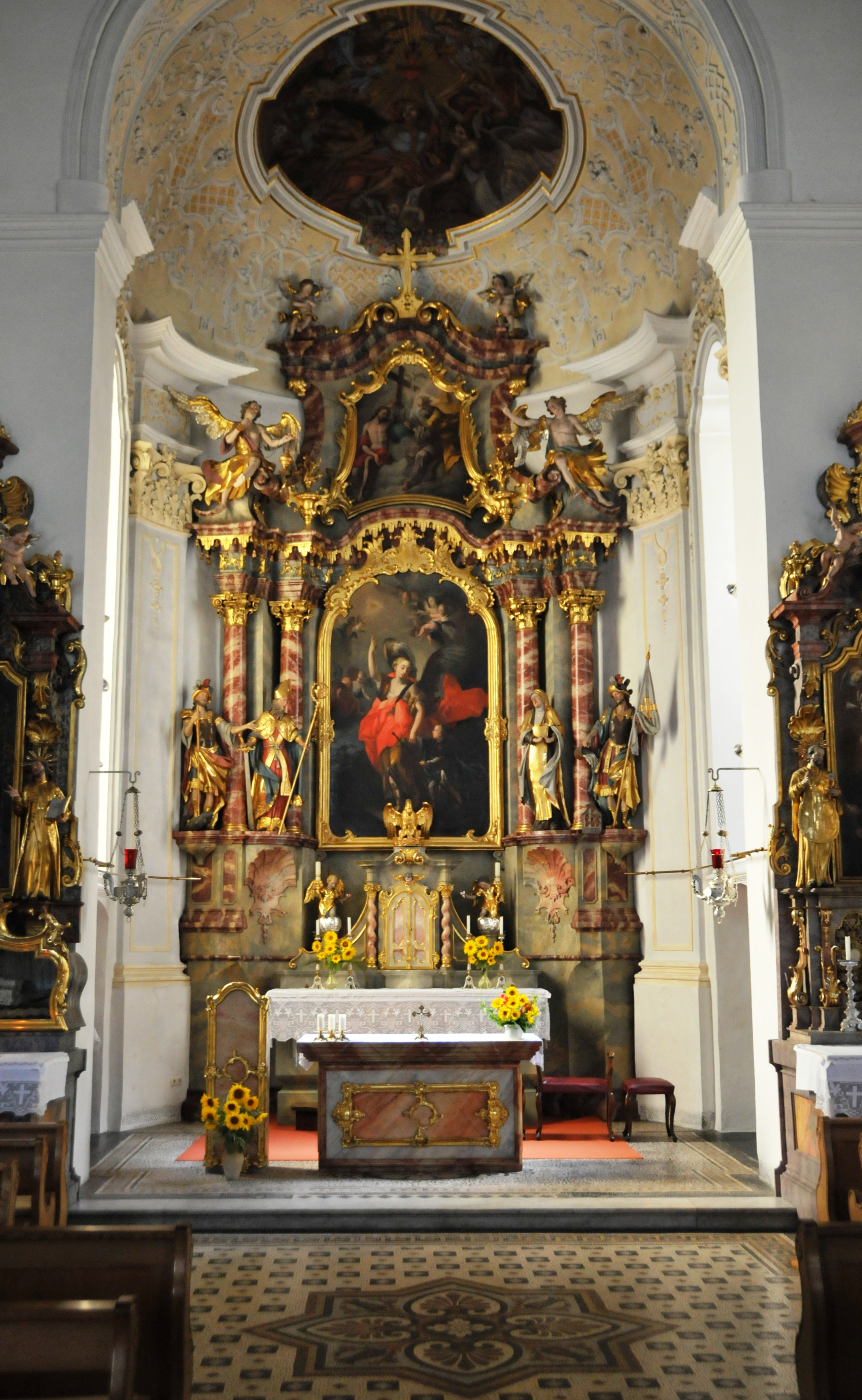
Schutzengelkirche, Altar

Hauptsehenswürdigkeit ist neben der Burganlage die Altstadt im südlichen Inn-Salzach-Stil. Die gotische Burg Burghausen erstreckt sich oberhalb der Altstadt. Der Wöhrsee liegt hinter der Altstadt und der Burg.
Die Pfarrkirche St. Jakob ist die größte Kirche Burghausens mit einer Turmhöhe von 79 m, sie wurde 1140 geweiht und nach einem Brand 1353 wieder aufgebaut, die Turmkuppel wurde jedoch erst 1778/81 geschaffen. Der Platz um die Kirche war in früherer Zeit vermutlich ein Marktplatz. 1855 wurde eine Mariensäule aus Untersberger Marmor mit einer gusseisernen Statue errichtet. Gegenüber dem Turm, in der Messerzeile, finden sich der Pfarrhof mit Pfarrmesnerhaus sowie dem Chorregenten- und Kaplanhaus.
Das ehemalige Regierungsgebäude wurde im 16. Jahrhundert mit drei dekorativen Renaissance-Türmen erbaut. Das Rathaus mit seiner neoklassizistischen Fassade stammt bereits aus dem 14. und 15. Jahrhundert. Diese Gebäude befinden sich beide am zentralen Stadtplatz von Burghausen, ebenso wie das ehemalige Stadthaus des Herzogs, das
Taufkirchen-Palais, das Ständehaus und die barocke Schutzengelkirche. Ursprünglich war sie eine Kirche des Instituts der Englischen Fräulein, 1683 erfolgte die Ordensniederlassung, 1731 der Neubau durch J.M. Pöllner aus Trostberg mit einer dreiteiligen spätbarocken Fassade. 1746 wurde die Kirche geweiht. Die Kirche enthält Fresken von Warathy, Figuren von J.J. Schnabl und eine Schutzengelgruppe über dem Eingang von J.G. Lindt. Die ursprüngliche Ausstattung wurde 1988–1989 restauriert.
Nördlich des Platzes befindet sich die ehemalige Jesuitenkirche St. Joseph (1630/31) und südlich der früheren Stadtbegrenzung die im Barock umgebaute Heilig-Geist-Kirche (1325/30). Das nahebei gelegene ehemalige Kapuzinerkloster St. Anna wird heute als Musikschule und Jugendherberge genutzt. Nahebei an der Salzach befindet sich das Mautnerschloss. Weiter südlich außerhalb befindet sich die gotische Heiligkreuz-Kirche.
Die barocke Wallfahrtskirche Marienberg liegt etwas südwestlich der Altstadt von Burghausen, unweit der Barockkirche des ehemaligen Zisterzienserklosters Raitenhaslach, das mittlerweile auch zum Stadtgebiet gehört.
Die barocke Kirche Maria Ach und Schloss Wanghausen befinden sich südlich der Altstadt direkt an der Salzachgrenze auf heute österreichischer Seite, während die modernen Stadtteile mit dem Bahnhof nördlich des alten Burghausen liegen, da sich die Stadt nur hier weiträumig ausdehnen konnte.
Sonstige:
- Älteste betriebene Hammerschmiede Europas
- Wasserkraftwerk Marienberg, errichtet 1897/98 zur Stromversorgung der Stadt Burghausen

### KZ-Friedhof
Unweit des Pulverturms der Burg zu Burghausen ruhen in einer Grabanlage 253 unbekannte KZ-Tote, unter ihnen zahlreiche jüdische KZ-Opfer aus dem KZ-Außenlager Mettenheim bei Mühldorf am Inn, die auf Befehl der US-Militärregierung 1945 begraben wurden. Ein Gedenkstein erinnert an dieses Geschehen.

### Parks
Im Jahr 2004 fand vom 23. April bis zum 3. Oktober in Burghausen die Bayerische Landesgartenschau statt. Seit dieser Zeit können die Burghauser und ihre Gäste im Herzen der Neustadt den Stadtpark genießen.

### Geotope
- Salzachprallhang in Burghausen; beeindruckender Steilhang mit Nagelfluhüberhängen oben und tertiären Schottern unten; geowissenschaftlicher Wert „bedeutend“[26]
- Kreuzfelsen Burghausen; vom obigen Salzachprallhang abgerutscht, sagenumwoben, mit einem Kreuz; geowissenschaftlicher Wert „bedeutend“[27]
- Kalktuff-Hang am Salzachufer bei Burghausen; geowissenschaftlicher Wert „bedeutend“[28]
- Salzachleite bei Raitenhaslach; Aufschlüsse von Braunkohle und Sandsteinbänken aus der Oberen Süßwassermolasse; geowissenschaftlicher Wert „bedeutend“[29]
- Nagelfluhfelsen bei Unterhadermark; von der ehemaligen Nagelfluhdecke abgerutscht, derzeit völlig verwachsen; geowissenschaftlicher Wert „bedeutend“[30]

### Musik
In der Stadt findet ein reichhaltiges Musikleben statt. Überregional bekannt sind die Veranstaltungen der IG Jazz Burghausen, die Internationale Jazzwoche Burghausen und die Jazzsommernacht. Regelmäßig finden die Burghauser Meisterkonzerte statt, eine klassische Konzertreihe. Unter anderem das Burghauser Kammerorchester und die Chorgemeinschaft Burghausen veranstalten eigene Konzerte.

### Sport
Burghausen ist die Heimat des Sportvereins Wacker Burghausen. Die größte Bekanntheit erreichte der Verein für seine Fußballmannschaft, die zwischen 2002 und 2007 mehrere Spielzeiten in der 2. Bundesliga spielte und heute in der Regionalliga Bayern antritt. Von den anderen Abteilungen des Vereins wurden unter anderem die Ringer seit 2018 mehrfach deutscher Mannschaftsmeister.
Der Golfclub Altötting – Burghausen e. V. verfügt über einen 18-Loch-Platz in Piesing und einen 9-Loch-Platz in Marktl/Inn.
- TV 1868 Burghausen
- DJK-SV Raitenhaslach
- Golfclub Altötting – Burghausen e. V.
- DAV Deutscher Alpenverein Sektion Burghausen

### Regelmäßige Veranstaltungen

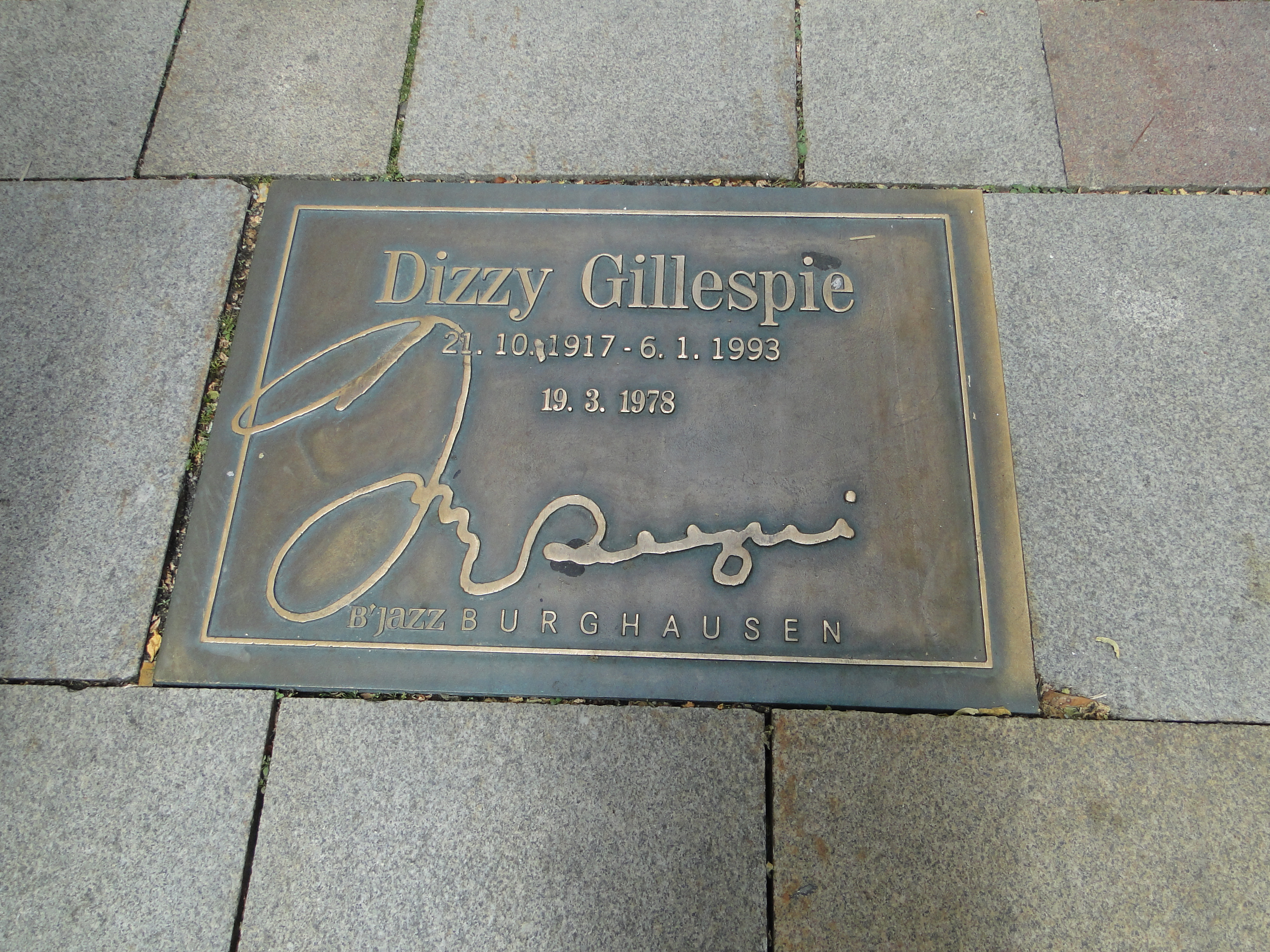
Platte mit Name und Unterschrift von Dizzy Gillespie auf dem Street of Fame in Burghausen

- Internationale Jazzwoche Burghausen: Die jährlich im März stattfindende Jazzwoche ist seit Jahrzehnten im kulturellen Repertoire der Stadt Burghausen zu finden. Während dieses Festivals wird die Stadt von hunderten von Jazzfans aufgesucht, die die meist hochkarätig besetzten Konzerte besuchen. Jeder Jazz-Star hinterlässt seinen Namen in der sogenannten Street of Fame.
- Kultur im Zelt: Alle zwei Jahre findet das Kultur im Zelt-Festival statt, zu dem zahlreiche Künstler – lokale wie überregionale – eingeladen werden. Veranstaltungsort ist das Bergerhofgelände am Pulverturm.
- Maiwies’n: jährlich im Mai stattfindendes Volksfest
- Historisches Burgfest: Jedes Jahr im Juli findet das historische Burgfest statt, ursprünglich als Rentamtsfest bezeichnet
- Internationaler Konzertzyklus an der Rieger-Orgel der Stadtpfarrkirche St. Jakob
- Internationale Fotografieausstellungen und -wettbewerbe der vhs-Fotogruppe
- Chemie-Diamant Burghausen: Die Bedeutung als Wirtschaftsstandort unterstreicht der „Burghausen Chemistry Award“, ein Preis von der Stadt Burghausen als wirtschaftliches Zentrum des Bayerischen Chemiedreiecks in Kooperation mit der Technischen Universität München, der im regelmäßigen Turnus für außergewöhnliche Forschungsergebnisse in der Chemie verliehen wird.
- Der jährlich stattfindende Perchtenlauf in Burghausen (mit rund 800 Perchten) ist der größte Perchtenlauf der Inn-Salzach Region.
- Salzachbrückenlauf: Benefizlauf über 2 Strecken und einer Walkingstrecke nach Österreich und zurück. Die Veranstaltung wird seit 2001 ununterbrochen durchgeführt mit ständig wachsender Beteiligung.
- Wassersporttag am Wöhrsee: Jedes Jahr am 3. Samstag im Juni findet am Wöhrsee der Wassersporttag statt, an dem viele Wassersportarten probiert werden können.

### Landesausstellung 2012
Von 27. April bis 4. November fand eine gemeinsame Landesausstellung des Freistaates Bayern und des Landes Oberösterreich unter dem Motto »Verbündet Verfeindet Verschwägert: Bayern und Österreich im Mittelalter« statt. Die Ausstellung befasste sich mit der wechselvollen Geschichte des Verhältnisses beider Länder, unter anderem auch mit den Adelsgeschlechtern der Habsburger und der Wittelsbacher. Die Veranstaltungsorte auf österreichischer Seite sind Braunau/Ranshofen und Mattighofen, die Hauptausstellung in Burghausen befand sich auf der Burg.

### Tourismus
Burghausen ist Teil der grenzübergreifenden Tourismusregion Seelentium, die im Dreiländereck Bayern – Oberösterreich – Salzburg auf nachhaltigen Tourismus setzt. Speziell im Rad- und Wandertourismus werden wichtige Initiativen gesetzt. 2010 wurde Seelentium ins Netzwerk der European Destinations of Excellence aufgenommen.

### Waldrappprojekt
Seit 2007 läuft im Ort ein Projekt zur Wiederansiedlung des Waldrapps.

### Weiteres
Der Burghauser Brunnensprung ist ein Hochzeitsbrauch.